# محمد ياحي
محمد ياحي هو لاعب كرة قدم ومدرب كرة قدم جزائري في مركز الدفاع، ولد في 29 أكتوبر 1985. لعب مع شبيبة القبائل ونصر حسين داي.